# Nenad Milijaš
Nenad Milijaš (in serbo Ненад Милијаш?; Belgrado, 30 aprile 1983) è un allenatore di calcio ed ex calciatore serbo, di ruolo centrocampista, responsabile del settore giovanile della Stella Rossa.

## Carriera

### Club
Debutta da professionista nel 2001 con l'FK Zemun, con cui milita, segnando anche 20 gol, fino al gennaio del 2006 quando viene ingaggiato dalla Stella Rossa, con cui vince due campionati serbi (2006 e 2007), una Coppa di Serbia e Montenegro (2006), e una Coppa di Serbia (2007).
Nel 2009 si trasferisce al Wolverhampton, nel suo primo anno in Inghilterra colleziona 19 presenze e due reti.
Il 30 agosto del 2012 il Wolverhampton ha ufficializzato la rescissione consensuale del contratto con Nenad Milijas. Il giocatore ha lasciato dunque il club inglese dopo tre anni ed è stato poi ingaggiato dalla Stella Rossa.

### Nazionale
Ha partecipato, nel 2006, ai Campionati Europei Under-21 2006, con la Nazionale di calcio della Serbia e Montenegro Under-21, arrivando alle seminifinali della manifestazione.

## Palmarès

### Club

#### Competizioni nazionali
- Campionati di Serbia e Montenegro: 1

Stella Rossa: 2005-2006
- Coppa di Serbia e Montenegro: 1

Stella Rossa: 2006
- Coppa di Serbia: 1

Stella Rossa: 2007
- Campionato serbo: 2

Stella Rossa: 2006-2007, 2017-2018, 2018-2019

### Individuale
- Miglior giocatore della Coppa di Serbia: 1

2006-2007